# Kościół św. Marii Magdaleny w Brudzewie
Kościół świętej Marii Magdaleny w Brudzewie – rzymskokatolicki kościół parafialny należący do parafii pod tym samym wezwaniem (dekanat strzałkowski archidiecezji gnieźnieńskiej).

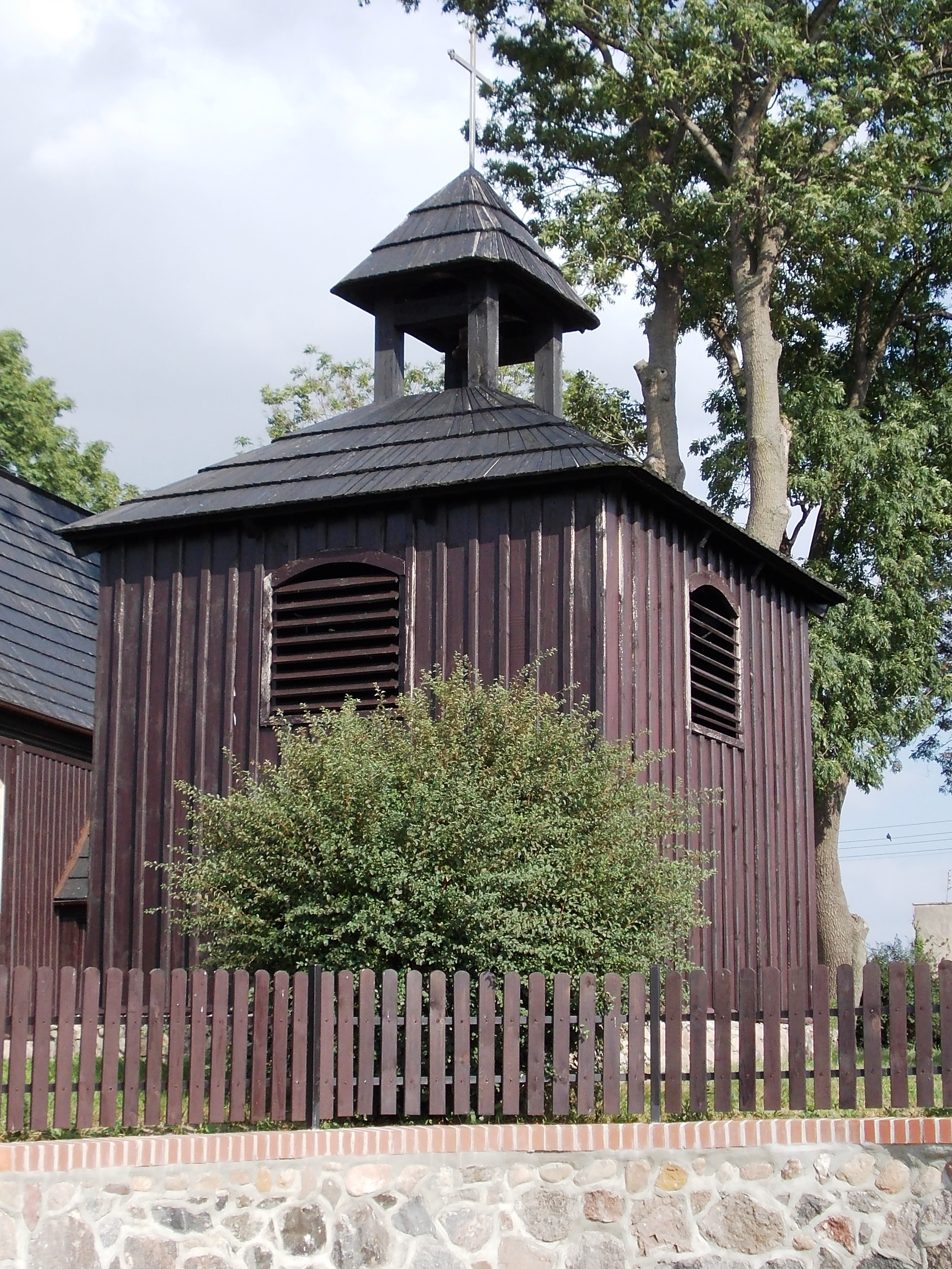
Dzwonnica

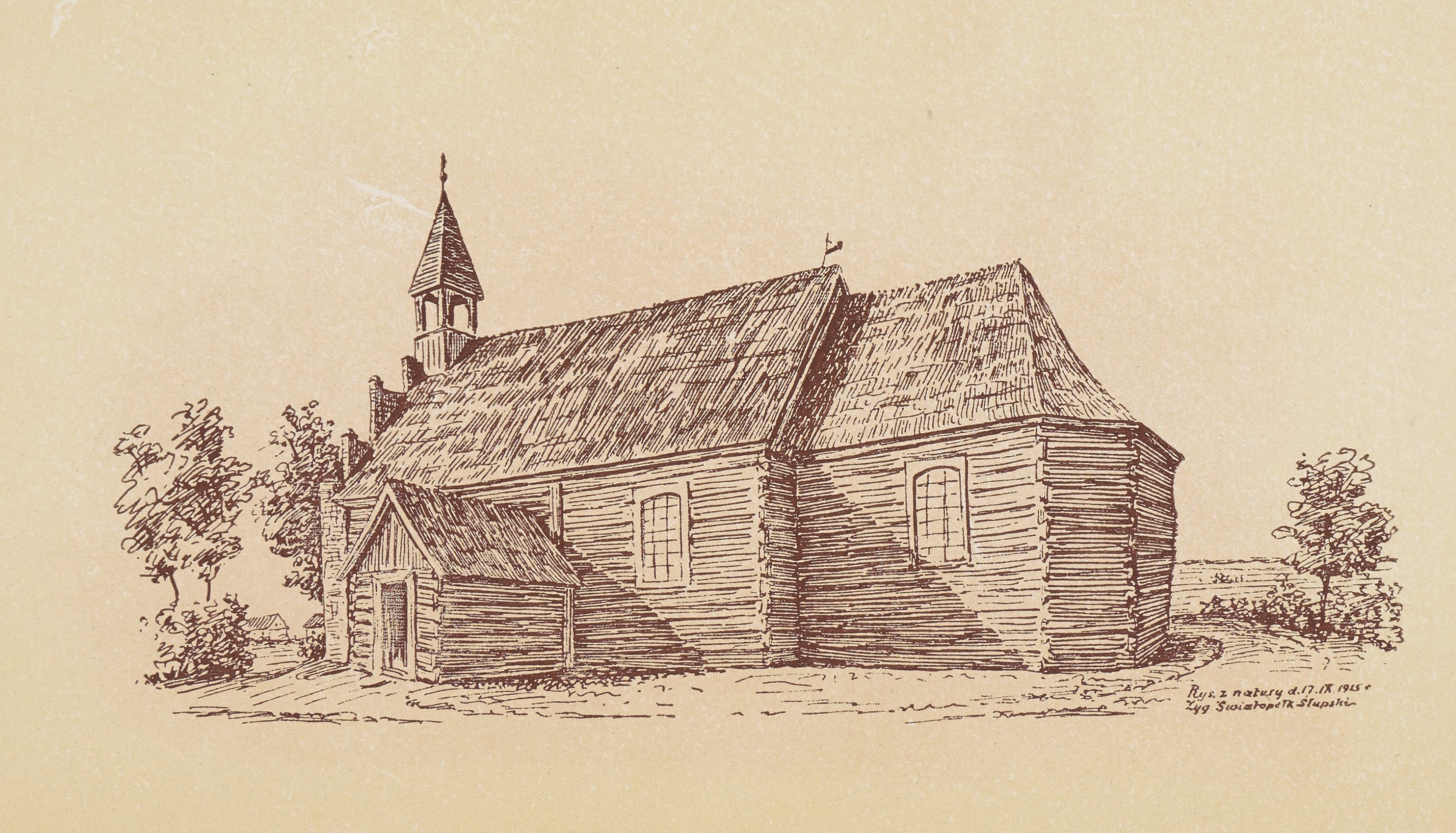
Widok kościoła przed 1917

Obecny kościół został wybudowany w 1826 roku dzięki staraniom Józefa Mikorskiego, ówczesnego właściciela wsi. Pod koniec XIX wieku świątynia została rozbudowana, została wzniesiona wówczas murowana neogotycka fasada zakończona kwadratową wieżyczką na sygnaturkę. W fasadzie są umieszczone dwie figury świętych, a nad drzwiami wejściowymi drewniany baldachim pokryty gontem. W dolnej części fasady widoczne są elementy kamiennego muru. Kościół został zbudowany w konstrukcji zrębowej, charakterystycznej dla średniowiecznych budowli sakralnych. Część prezbiterialna zwrócona jest w stronę wschodnią (orientowana). Od strony północnej do prezbiterium przylega zakrystia, z kolei do nawy prostokątna kaplica zamknięta trójbocznie oraz od strony południowej – kruchta. Jednonawowe wnętrze jest nakryte płaskim stropem. W świątyni są umieszczone trzy barokowe ołtarze powstałe w XVII i XVIII wieku. Ołtarz główny jest ozdobiony drewnianą rzeźbą Matki Bożej z Dzieciątkiem, w typie Pięknych Madonn, z około 1420-1430 roku, pochodzącą zapewne z czasów pierwszej świątyni brudzewskiej. W bocznej kaplicy znajduje się ołtarz ozdobiony obrazem „Ukrzyżowanie” pochodzący z 2. połowy XVII wieku. Z innych zabytków można wyróżnić: XVI-wieczny późnogotycki krucyfiks umieszczony na belce tęczowej oraz gotycką chrzcielnicę w formie kielicha z barokową pokrywą.